# Zbrodnia w Stasinie
Zbrodnia w Stasinie – zbrodnia dokonana 11 lipca 1943 roku przez partyzantów Ukraińskiej Powstańczej Armii na polskich mieszkańcach kolonii Stasin, położonej w powiecie włodzimierskim województwa wołyńskiego, podczas rzezi wołyńskiej.

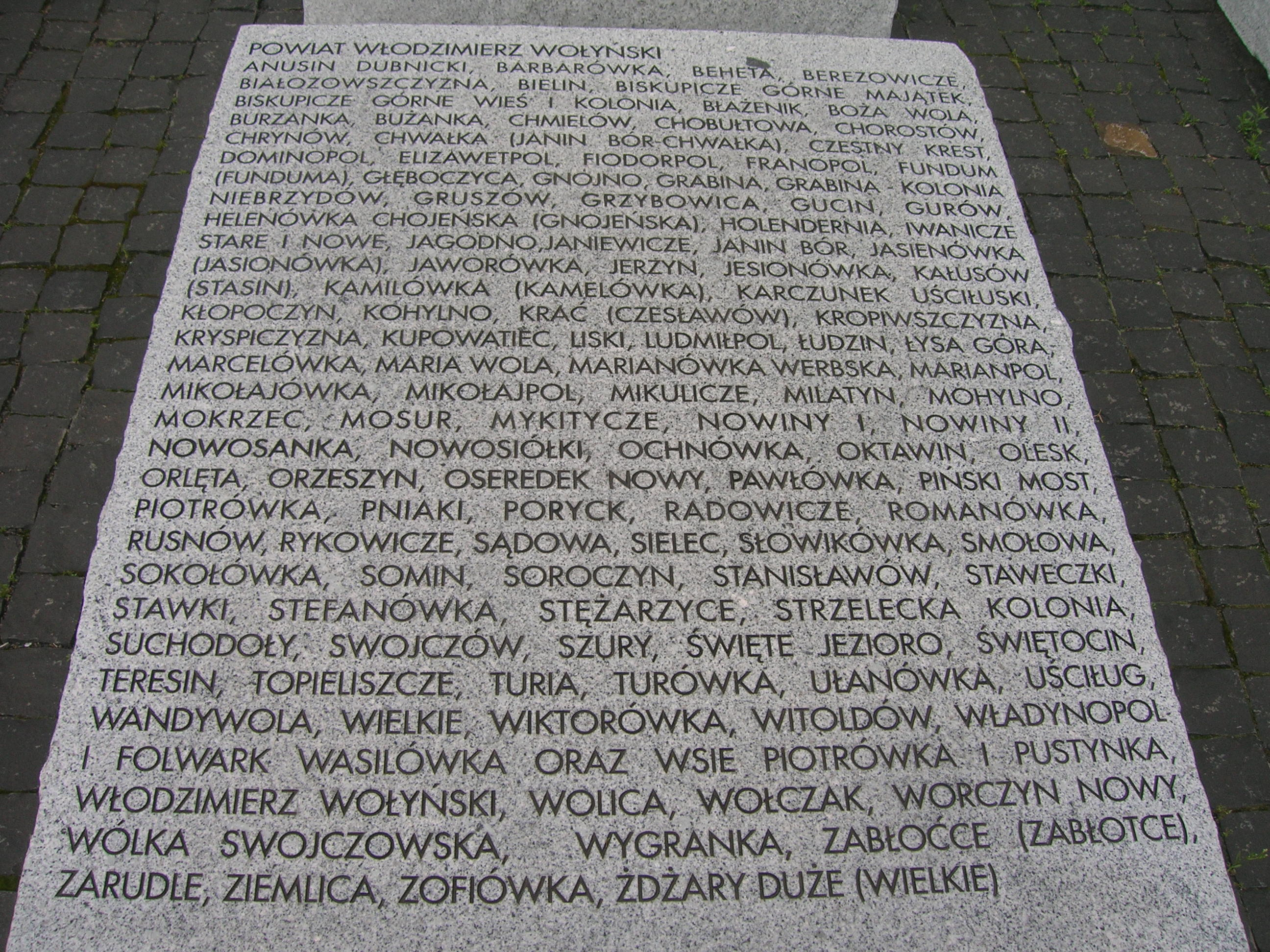
Tablica Pomnika ofiar zbrodni dokonanej na obywatelach polskich przez OUN-UPA wymieniająca Stasin (Kałusów)

11 lipca 1943 roku rano połowa Stasina, posiadająca zwartą zabudowę, została otoczona przez oddział UPA. Intruzom towarzyszyli zamaskowani Ukraińcy z pobliskiego Kałusowa, których część jednak rozpoznano. Nikogo ze wsi nie wypuszczano, jednak pozostawiono do niej wolny wjazd. W tym czasie mieszkańcy drugiej połowy miejscowości uciekli.
Po południu upowcy nakazali Polakom zebranie się w jednym miejscu. Zapowiadano, że zostaną wysłani na roboty w Niemczech. Spędzenie wszystkich Polaków było ułatwione przez fakt posiadania przez UPA spisu mieszkańców każdego domu. 80-letni starzec Płoński został zastrzelony za odmowę opuszczenia chaty. Po zgromadzeniu Polaków w jednym miejscu zamknięto ich w dwóch stodołach – Grabowskiego i Urbaniakowej, po czym zastrzelono z broni palnej. Rannych dobijano siekierami i bagnetami. Zginęło 105 osób, z czego ustalono nazwiska 83. Uratowało się 10 osób – ukrywających się bądź rannych. Dwie kobiety zdołały zbiec ze stodoły Urbaniakowej. 
Po zbrodni mienie Polaków zostało zrabowane i wywiezione wozami, które wcześniej czekały ukryte za pagórkiem. 14 lipca na rozkaz upowców ciała ofiar zostały pochowane przez Ukraińców – Badaczy Pisma Świętego (Świadków Jehowy), którzy odmawiali udziału w zbrodniach. Tego też dnia kolonia została spalona. Sady oraz cmentarz zostały zniszczone, by po bytności Polaków nie pozostał żaden ślad.
Niedobitki z rzezi zdołały dotrzeć do Włodzimierza Wołyńskiego dzięki ukraińskiemu przewodnikowi. Rocznym Marianem Drożdżowskim wydobytym spod zwałów trupów zaopiekowała się ukraińska rodzina, która później przekazała dziecko jego ojcu przebywającemu w szpitalu we Włodzimierzu Wołyńskim.